# Love, Marriage and Divorce
Albums de Toni Braxton et Babyface
Pulse
(2010)
Singles
1. Hurt You
Sortie : 17 aout 2013
2. Where Did We Go Wrong?
Sortie : 17 décembre 2013
3. Roller Coaster
Sortie : 24 janvier 2014

Love, Marriage and Divorce est le premier album en commun de la chanteuse américaine Toni Braxton et du chanteur américain Babyface, sorti le 4 février 2014. L'album débute à la 4e place du US Billboard 200 en se vendant à 67 000 exemplaires dès la première semaine de sa sortie, devenant le 6e album de Toni Braxton, à entrer dans le top 10. Il est également entré à la première place du Billboard R&B/Hip-Hop Albums chart.
L'album génère trois single: Hurt You, qui est un énorme succès en s'érigeant à la première place du Billboard Adult R&B Songs Charts, pendant quatre semaines consécutives et à la première place du Urban Adult Contemporary. Il est également son 7e numéro 1 à l'Adult R&B Songs Chart et son premier « numéro un » dans cette catégorie depuis Just Be a Man About It, en 2000. La chanson est également un hit en s'érigeant à la 16e place du Billboard Hot R&B/ Hip Hop Airplay chart. Le second extrait est Where Did We Go Wrong?, qui atteint la 11e meilleure position du Adult R&B Songs chart. Le troisième single est Roller Coaster, qui s'érige à 17e place du Billboard Top Adult R&B chart. Au total, l'album s'est écoulé à 211 000 copies aux États-Unis.
L'album, qui est un succès et qui obtient d'excellentes critiques, est alors nommé comme « Meilleur Album » au World Music Awards 2014 et nommé en tant que « Meilleur album R&B » à la 57e cérémonie des Grammy Awards.
En 2015, l'opus remporte le prix du "Meilleur album R&B" à la 57e cérémonie des Grammy Awards.

## Historique
À la suite de la sortie de son single I Heart You, de nombreuses rumeurs circulent concernant le retrait de l'industrie musicale de Toni Braxton,.
Le 7 février 2013, Toni Braxton confirme son retrait de l'industrie musicale de par cette citation : « Je dois faire des spectacles ici et là, mais je ne vais pas faire d'albums, je ne suis plus tombée amoureuse d'elle, ce qui est bizarre. Je ne sais pas quoi dire quand j'entends des chansons. Elles n'ont aucun impact sur moi. J'ai essayé d'écouter des chansons, les maisons de disques m'ont même contactées, ce qui est donc une bonne situation pour en faire, mais je ne suis pas vraiment intéressé du tout ».
En juin 2013, Babyface, son collaborateur de longue date, la persuade de faire une série de concerts et d'enregistrer un album de duos en commun, basé sur la relation homme-femme de par le sujet Les Hommes viennent de Mars et les femmes de Vénus.

## Singles
Le 17 aout 2013, le 1er single intitulé Hurt You, est un énorme succès en s'érigeant à la première place du Billboard Adult R&B Songs Charts, pendant quatre semaines consécutives et à la première place du Urban Adult Contemporary. Il est également son 7e numéro 1 à l'Adult R&B Songs Chart et son premier « numéro un » dans cette catégorie depuis Just Be a Man About It, en 2000. La chanson est également un hit en s'érigeant à la 16e place du Billboard Hot R&B/ Hip Hop Airplay chart. La vidéo qui illustre la musique est réalisée par Ray Kay. Dans cette vidéo, on y voit Toni Braxton et Babyface dans leurs appartements respectifs, jusqu'à ce que ceux-ci, se brisent et permettent aux deux chanteurs de se retrouver.
Le 17 décembre 2013, le second extrait Where Did We Go Wrong?, atteint la 11e meilleure position du Adult R&B Songs chart. Il n'y a pas de vidéoclip pour cette chanson.
Le 24 janvier 2014, un troisième extrait Roller Coaster, s'érige à 17e place du Billboard Top Adult R&B chart. Il n'y a pas de vidéoclip pour cette chanson.

## Performance commerciale
L'album débute à la 4e place du US Billboard 200 en se vendant à 67 000 exemplaires dès la première semaine de sa sortie, devenant le sixième album de Toni Braxton, à entrer dans le top 10. Il est également entré à la première place du Billboard R&B/Hip-Hop Albums chart. Au total, l'album s'est écoulé à 211 000 copies aux États-Unis.

## Récompenses et nominations
L'album, qui est un succès et qui obtient d'excellentes critiques, est alors nommé comme « Meilleur Album » au World Music Awards 2014 et nommé en tant que « Meilleur album R&B » à la 57e cérémonie des Grammy Awards.
En 2015, l'opus remporte le prix du "Meilleur album R&B" à la 57e cérémonie des Grammy Awards.

## Liste des titres et formats
| Love, Marriage and Divorce | Love, Marriage and Divorce                      | Love, Marriage and Divorce           | Love, Marriage and Divorce | Love, Marriage and Divorce | Love, Marriage and Divorce | Love, Marriage and Divorce | Love, Marriage and Divorce | Love, Marriage and Divorce | Love, Marriage and Divorce |
| No                         | Titre                                           | Producteur(s)                        | Durée                      |                            |                            |                            |                            |                            |                            |
| -------------------------- | ----------------------------------------------- | ------------------------------------ | -------------------------- | -------------------------- | -------------------------- | -------------------------- | -------------------------- | -------------------------- | -------------------------- |
| 1.                         | Roller Coaster                                  | Babyface                             | 4:23                       |                            |                            |                            |                            |                            |                            |
| 2.                         | Sweat                                           | Babyface                             | 4:27                       |                            |                            |                            |                            |                            |                            |
| 3.                         | Hurt You                                        | Babyface                             | 4:10                       |                            |                            |                            |                            |                            |                            |
| 4.                         | Where Did We Go Wrong?                          | Babyface                             | 3:37                       |                            |                            |                            |                            |                            |                            |
| 5.                         | I Hope That You're Okay (performed by Babyface) | Babyface                             | 3:54                       |                            |                            |                            |                            |                            |                            |
| 6.                         | I Wish (performed by Toni Braxton)              | Babyface                             | 3:03                       |                            |                            |                            |                            |                            |                            |
| 7.                         | Take It Back                                    | Babyface                             | 4:05                       |                            |                            |                            |                            |                            |                            |
| 8.                         | Reunited                                        | Babyface                             | 3:18                       |                            |                            |                            |                            |                            |                            |
| 9.                         | I'd Rather Be Broke (performed by Toni Braxton) | Babyface, Antonio Dixon, The Rascals | 3:38                       |                            |                            |                            |                            |                            |                            |
| 10.                        | Heart Attack                                    | Babyface                             | 3:52                       |                            |                            |                            |                            |                            |                            |
| 11.                        | The D Word                                      | Babyface                             | 5:12                       |                            |                            |                            |                            |                            |                            |
| 43:39                      |                                                 |                                      |                            |                            |                            |                            |                            |                            |                            |

| Deluxe edition bonus tracks | Deluxe edition bonus tracks | Deluxe edition bonus tracks | Deluxe edition bonus tracks | Deluxe edition bonus tracks | Deluxe edition bonus tracks | Deluxe edition bonus tracks | Deluxe edition bonus tracks | Deluxe edition bonus tracks | Deluxe edition bonus tracks |
| No                          | Titre                       | Producteur(s)               | Durée                       |                             |                             |                             |                             |                             |                             |
| --------------------------- | --------------------------- | --------------------------- | --------------------------- | --------------------------- | --------------------------- | --------------------------- | --------------------------- | --------------------------- | --------------------------- |
| 12.                         | Let's Do It                 | Babyface                    | 3:45                        |                             |                             |                             |                             |                             |                             |
| 13.                         | One                         | Babyface                    | 2:22                        |                             |                             |                             |                             |                             |                             |
| 6:07                        |                             |                             |                             |                             |                             |                             |                             |                             |                             |

## Crédits
Informations issues et adaptées du livret de Love, Marriage and Divorce (Motown Records, 2014) et du site AllMusic.
- Kenneth "Babyface" Edmonds : interprète principal, chœurs, auteur, compositeur, producteur, producteur exécutif, basse, guitare, claviers, programmations
- Toni Braxton : interprète principale, chœurs, auteur, compositrice, productrice exécutive
- Antonio Dixon : auteur, compositeur, producteur, claviers, percussions, programmations
- Daryl Simmons	 : auteur, compositeur, producteur, percussions, chœurs
- The Rascals : producteurs, programmations
- Khristopher Riddick-Tynes : auteur, compositeur
- Leon Thomas : auteur, compositeur
- Kameron Glasper : auteur, compositeur, chœurs
- Demonté Posey	 : arrangeur, programmations
- Davy Nathan : piano
- Paul Boutin : enregistrement et mixage
- Herb Powers, Jr : mastering
- Steven Defino : direction artistique, design
- Kristen Yiengst : direction artistique
- Rex Rideout : A&R
- Leesa D. Brunson : coordination A&R
- Keith R. Tucker : administration A&R
- Eric Wong : marketing
- Paul Lane : package production
- Marc Baptiste : photographe

## Classement hebdomadaire
| Chart (2014)                        | Peak position |
| ----------------------------------- | ------------- |
| Belgique (Flandre Ultratop)         | 2             |
| Belgique (Wallonie Ultratop)        | 4             |
| Pays-Bas (Mega Album Top 100)       | 5             |
| Japon                               | 6             |
| Corée                               | 3             |
| Afrique du sud                      | 1             |
| Royaume-Uni (UK Albums Chart)       | 75            |
| Royaume-Uni (R&B Albums)            | 2             |
| États-Unis (Billboard 200)          | 4             |
| États-Unis (Top R&B/Hip-Hop Albums) | 1             |